# Zápas na Letních olympijských hrách 1980 – muži, volný styl do 68 kg
Zápas ve volném stylu ve váhové kategorii do 68 kg probíhal na Letních olympijských hrách 1980 v Moskvě, v atletické hale CSKA Moskva. O medaile se utkalo celkem 18 zápasníků.

## Turnajové výsledky
Za prohru zápasníci získávají záporné body. 6 bodů vyřazuje zápasníka z dalších bojů. Poté, co zbývají poslední tři borci, utkají se tito ve finálovém kole o medaile.
Legenda
- TF — Lopatkové vítězství
- IN — Vítězství pro soupeřovo zranění
- DQ — Vítězství pro soupeřovu pasivitu
- D1 — Vítězství pro soupeřovu pasivitu, vítěz taktéž napomínán
- D2 — Oba zápasníci diskvalifikováni pro pasivitu
- FF — Kontumační vítězství
- DNA — Soupeř nenastoupil
- TPP — Trestné body celkem
- MPP — Trestné body za zápas

Sankce
- 0 - Lopatkové vítězství, technická převaha, pro pasivitu, zranění soupeře, nenastoupení
- 0,5 - Výhra na body, 8-11 bodů rozdíl
- 1 - Výhra na body, 1-7 bodů rozdíl
- 2 - Výhra pro pasivitu, vítěz taktéž napomínán
- 3 - Prohra na body, 1-7 body rozdíl
- 3,5 - Prohra na body, 8-11 bodů rozdílu
- 4 - Prohra lopatková, technickou převahu, pro pasivitu, zranění, nenastoupení

### Kolo 1
| TPP | MPP |                              | Score     |                         | MPP | TPP |
| --- | --- | ---------------------------- | --------- | ----------------------- | --- | --- |
| 3   | 3   | Jagmander Balyan Singh (IND) | 2 - 9     | Zevegiin Oidov (MGL)    | 1   | 1   |
| 4   | 4   | Nguyen Dinh Chi (VIE)        | TF / 1:44 | János Kocsis (HUN)      | 0   | 0   |
| 3.5 | 3.5 | Pekka Rauhala (FIN)          | 5 - 13    | José Ramos (CUB)        | 0.5 | 0.5 |
| 4   | 4   | Zsigmond Kelevitz (AUS)      | DQ / 5:38 | Šaban Sejdiu (YUG)      | 0   | 0   |
| 0   | 0   | Ivan Jankov (BUL)            | 15 - 1    | Oscar Segers (BEL)      | 4   | 4   |
| 0   | 0   | Eberhard Probst (GDR)        | TF / 1:18 | Victor Koulaigue (CMR)  | 4   | 4   |
| 4   | 4   | Stanisław Chiliński (POL)    | TF / 5:34 | Sajpulla Absaidov (URS) | 0   | 0   |
| 4   | 4   | Said Admane (ALG)            | DQ / 8:36 | Octavian Duşa (ROU)     | 0   | 0   |
| 4   | 4   | Mazen Tuleimat (SYR)         | DQ / 5:18 | Ali Hussain Faris (IRQ) | 0   | 0   |

### Kolo 2
| TPP | MPP |                              | Score     |                         | MPP | TPP |
| --- | --- | ---------------------------- | --------- | ----------------------- | --- | --- |
| 3   | 0   | Jagmander Balyan Singh (IND) | TF / 2:17 | Nguyen Dinh Chi (VIE)   | 4   | 8   |
| 2   | 1   | Zevegiin Oidov (MGL)         | 7 - 4     | János Kocsis (HUN)      | 3   | 3   |
| 4.5 | 1   | Pekka Rauhala (FIN)          | 9 - 2     | Zsigmond Kelevitz (AUS) | 3   | 7   |
| 3.5 | 3   | José Ramos (CUB)             | 3 - 10    | Šaban Sejdiu (YUG)      | 1   | 1   |
| 0.5 | 0.5 | Ivan Jankov (BUL)            | 11 - 3    | Eberhard Probst (GDR)   | 3.5 | 3.5 |
| 4   | 0   | Oscar Segers (BEL)           | IN        | Victor Koulaigue (CMR)  | 4   | 8   |
| 4   | 0   | Stanisław Chiliński (POL)    | TF / 7:16 | Said Admane (ALG)       | 4   | 8   |
| 0   | 0   | Sajpulla Absaidov (URS)      | TF / 4:29 | Mazen Tuleimat (SYR)    | 4   | 8   |
| 0   | 0   | Octavian Duşa (ROU)          | TF / 4:38 | Ali Hussain Faris (IRQ) | 4   | 4   |

### Kolo 3
| TPP | MPP |                              | Score     |                           | MPP | TPP |
| --- | --- | ---------------------------- | --------- | ------------------------- | --- | --- |
| 3   | 0   | Jagmander Balyan Singh (IND) | 13 - 1    | János Kocsis (HUN)        | 4   | 7   |
| 5   | 3   | Zevegiin Oidov (MGL)         | 12 - 13   | Pekka Rauhala (FIN)       | 1   | 5.5 |
| 7   | 3.5 | José Ramos (CUB)             | 3 - 11    | Ivan Jankov (BUL)         | 0.5 | 1   |
| 1   | 0   | Šaban Sejdiu (YUG)           | TF / 3:22 | Oscar Segers (BEL)        | 4   | 8   |
| 3.5 | 0   | Eberhard Probst (GDR)        | TF / 7:14 | Stanisław Chiliński (POL) | 4   | 8   |
| 0   | 0   | Sajpulla Absaidov (URS)      | TF / 5:59 | Octavian Duşa (ROU)       | 4   | 4   |
| 4   |     | Ali Hussain Faris (IRQ)      |           | Bye                       |     |     |

### Kolo 4
| TPP | MPP |                         | Score     |                              | MPP | TPP |
| --- | --- | ----------------------- | --------- | ---------------------------- | --- | --- |
| 8   | 4   | Ali Hussain Faris (IRQ) | 1 - 19    | Jagmander Balyan Singh (IND) | 0   | 3   |
| 9.5 | 4   | Pekka Rauhala (FIN)     | TF / 3:18 | Šaban Sejdiu (YUG)           | 0   | 1   |
| 4   | 3   | Ivan Jankov (BUL)       | 1 - 6     | Sajpulla Absaidov (URS)      | 1   | 1   |
| 4.5 | 1   | Eberhard Probst (GDR)   | 6 - 3     | Octavian Duşa (ROU)          | 3   | 7   |
| 5   |     | Zevegiin Oidov (MGL)    |           | DNA                          |     |     |

### Kolo 5
| TPP | MPP |                              | Score  |                       | MPP | TPP |
| --- | --- | ---------------------------- | ------ | --------------------- | --- | --- |
| 6   | 3   | Jagmander Balyan Singh (IND) | 7 - 11 | Ivan Jankov (BUL)     | 1   | 5   |
| 2   | 1   | Šaban Sejdiu (YUG)           | 6 - 2  | Eberhard Probst (GDR) | 3   | 7.5 |
| 1   |     | Sajpulla Absaidov (URS)      |        | Bye                   |     |     |

### Finále
Výsledky z předchozích kol se započítávají do finále (žlutě zvýrazněno).
| TPP | MPP |                         | Score     |                         | MPP | TPP |
| --- | --- | ----------------------- | --------- | ----------------------- | --- | --- |
|     | 3   | Ivan Jankov (BUL)       | 1 - 6     | Sajpulla Absaidov (URS) | 1   |     |
| 1   | 0   | Sajpulla Absaidov (URS) | TF / 7:45 | Šaban Sejdiu (YUG)      | 4   |     |
| 4   | 1   | Ivan Jankov (BUL)       | 6 - 2     | Šaban Sejdiu (YUG)      | 3   | 7   |

## Finálové pořadí
1. Sajpulla Absaidov (URS)
2. Ivan Jankov (BUL)
3. Šaban Sejdiu (YUG)
4. Jagmander Balyan Singh (IND)
5. Eberhard Probst (GDR)
6. Octavian Duşa (ROU)
7. Ali Hussain Faris (IRQ)
8. Pekka Rauhala (FIN)